# Lorancahyus
Il lorancaio (gen. Lorancahyus) è un mammifero artiodattilo estinto, appartenente ai suiformi. Visse nel Miocene inferiore (circa 21/19 milioni di anni fa) e i suoi resti fossili sono stati ritrovati in Europa. 

## Descrizione
Questo animale doveva assomigliare vagamente a un piccolo cinghiale, e non doveva superare i 60 chilogrammi di peso. La particolarità di Lorancahyus era data dalla dentatura: al contrario dei suoi antenati come Palaeochoerus e di numerosi suidi contemporanei (ad es. Hyotherium e Aureliachoerus), questo animale non possedeva i tipici molari a corona bassa; i denti della zona delle guance erano invece ipsodonti (a corona alta) e di forma tubolare, molto simili a quelli dell'attuale oritteropo (ordine dei tubulidentati). Questa particolare struttura dentaria doveva riflettere una specializzazione nello stile di vita, evidentemente diverso da quello di altri suidi contemporanei.

## Classificazione
Lorancahyus venne descritto per la prima volta nel 1998, sulla base di fossili ritrovati in terreni del Miocene inferiore della Spagna. I fossili sono stati attribuiti a due specie differenti, Lorancahyus hypsorhizus e L. daamsi, distinte grazie ad alcune particolarità della dentatura. I fossili di una specie simile, rinvenuti a Corcoles, furono inizialmente scambiati per quelli di tubulidentati; fu solo con la scoperta di ulteriori fossili più completi ritrovati a Cuenca de Loranca che fu possibile un'attribuzione ai suiformi; la specie di Corcoles venne poi ascritta al nuovo genere Orycterochoerus. Il pattern tubolare e l'assenza di cuspidi nei molari era semplicemente un caso di omoplasia con altri mammiferi adatti a ingerire vegetali duri o anche terriccio nel corso del nutrimento. Altri fossili sono stati ritrovati a Saint-Gérand-le-Puy, in Francia. 
Lorancahyus è probabilmente un membro della famiglia dei paleocheridi (Palaeochoeridae), un gruppo di suiformi considerato all'origine dei suidi veri e propri. In ogni caso, l'estrema specializzazione e la tarda comparsa di Lorancahyus lo escludono dalla linea filetica che porta ai suidi.

## Paleobiologia
Lorancahyus era probabilmente adattato a vivere in un ambiente più arido rispetto alla maggior parte dei suiformi della sua epoca; probabilmente si nutriva di materiali particolarmente fibrosi, come l'erba, e non è improbabile che ingerisse spesso una discreta quantità di terra. 